# Dominic Rady
Dominic Rady (* 28. August 1994 in Berlin) ist ein ehemaliger deutscher Skeletonpilot.

## Werdegang

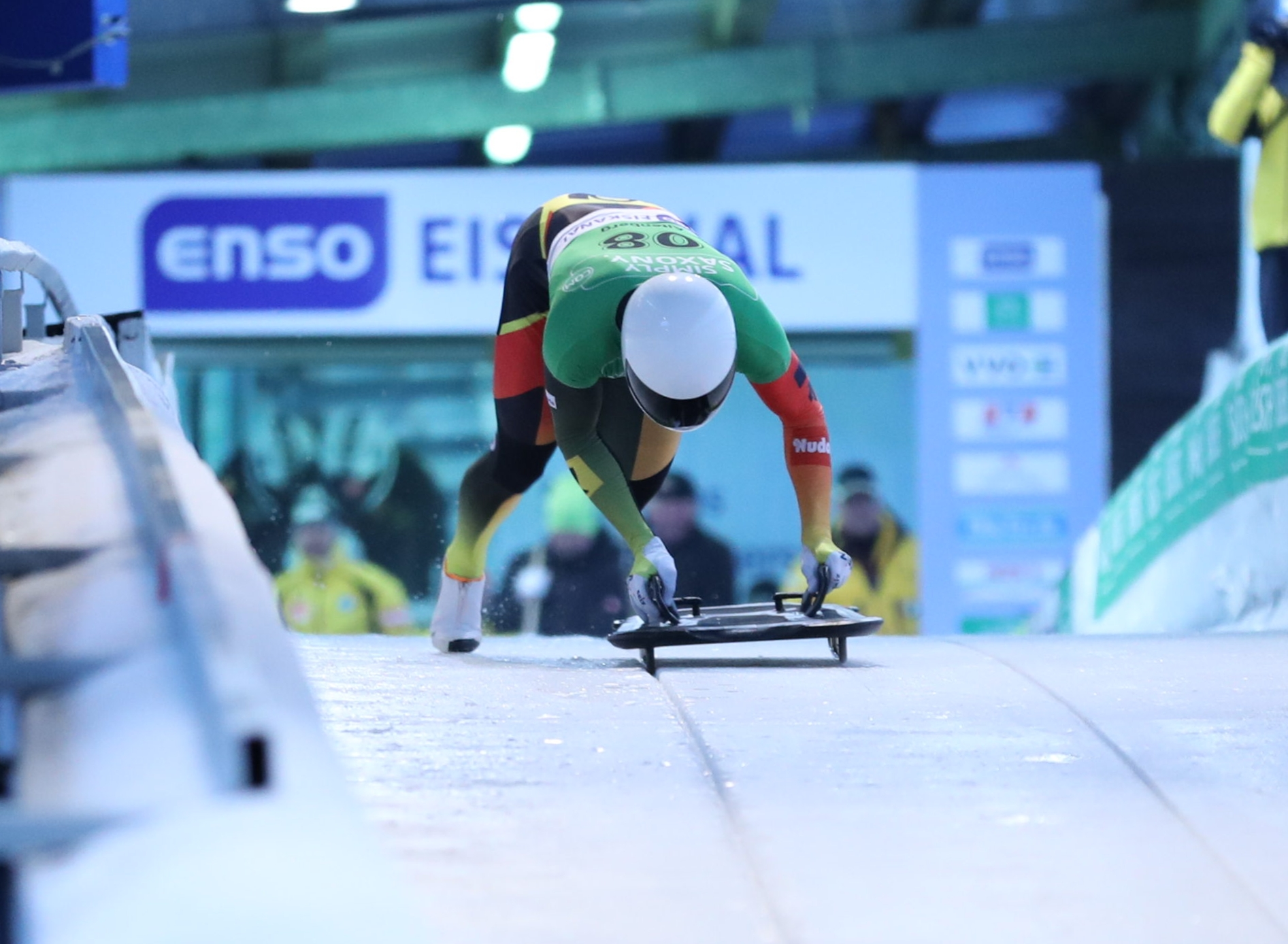
Dominic Rady bei den Deutschen Meisterschaften im Skeleton 2018/19 in Altenberg

Dominic Rady lebt in Bischofswiesen und betreibt seit 2010 Skeleton. Bei seiner ersten Teilnahme an Deutschen Meisterschaften belegte er Ende 2011 Rang 14, im Oktober 2012 den 15. Platz und ein Jahr später Rang 6. In der Saison 2013/14 gab er sein internationales Debüt im Skeleton-Europacup und fuhr in allen acht Saisonrennen auf das Podest. Nach drei Siegen, viermal Rang 2 und einmal Rang 3 gewann er die Gesamtwertung vor seinen Mannschaftskollegen Axel Jungk und Martin Rosenberger. Bei den Juniorenweltmeisterschaften 2014 verpasste er nur knapp eine Medaille und wurde Vierter.
In der Saison 2014/15 startete Dominic Rady zunächst im Skeleton-Intercontinentalcup, wo er Platzierungen zwischen Rang 4 und 6 erreichte. Bei den Deutschen Meisterschaften wurde er Vierter. Anschließend nahm er am Europacup teil und fuhr mit Rang 2 und 3 bei beiden Starts auf das Podest. Er gab daraufhin in Sotschi sein Debüt im Weltcup und belegte den 14. Platz. In den Winter 2015/16 startete er erneut im Europacup mit zwei dritten Rängen in Altenberg. Auf seiner Heimbahn in Königssee erreichte er im Januar 2016 zwei weitere Siege in diesem Wettbewerb.